# Vuelta Ciclista del Uruguay 1941
La 2ª edición de la Vuelta Ciclista del Uruguay se disputó entre el 9 y el 13 de abril de 1941.
Es la edición con menos etapas que se ha corrido, al ser solo 4 etapas para totalizar 610 km.
La primera y segunda etapa, se disputaron en dos tramos, donde se sumaban los tiempos de ambos para definir el ganador.
El vencedor fue Abel Vera del Club Ciclista Mercedes.

## Etapas
| Etapa     | Fecha       | Recorrido                  | Km       | Ganador de la etapa            | Líder de la clasificación general |
| 1ª etapa  | 9 de abril  | Montevideo-Durazno         | 180      | Atilio François (C.C. Carmelo) | Atilio François (C.C. Carmelo)    |
| 2.ª etapa | 10 de abril | Durazno-Mercedes           | 172      | Abel Vera (C.C. Mercedes)      | Abel Vera (C.C. Mercedes)         |
| 3ª etapa  | 12 de abril | Mercedes-José Enrique Rodó | 70 (CRI) | Abel Vera (C.C. Mercedes)      | Abel Vera (C.C. Mercedes)         |
| 4ª etapa  | 13 de abril | Colonia-Montevideo         | 188      | Ramón Pérez (Peñarol)          | Abel Vera (C.C. Mercedes)         |

## Clasificaciones finales
| \| 1. \| Abel Vera \| Uruguay \| C.C. Mercedes Uruguay \| 21h 43' 03s \| \| 2. \| Elbio Barrios \| Uruguay \| Atenas Uruguay \| a 24' 48s \| \| 3. \| Atilio François \| Uruguay \| C.C. Carmelo Uruguay \| a 34' 59s \| \| 4. \| Ramón Pérez \| Uruguay \| Peñarol Uruguay \| a 47' 37s \| \| 5. \| Omar Chiodi \| Uruguay \| Sportivo Sanguinetti Uruguay \| a 53' 59s \| \| 6. \| Angel Irigoyen \| Uruguay \| Martiniano Uruguay \| a 58' 33s \| \| 7. \| Luis Modesto Soler \| Uruguay \| Soler Uruguay \| a 58' 36s \| \| 8. \| Basilio Martínez \| Uruguay \| Dolores C.C. Uruguay \| a 1h 06' 26s \| \| 9. \| Nelson Novaro \| Uruguay \| Sportivo Sanguinetti Uruguay \| a 1h 08' 54s \| \| 10. \| Leandro Noli \| Uruguay \| Olimpia Uruguay \| a 1h 21' 22s \| |                    |         |                              |              |
| 1. | Abel Vera          | Uruguay | C.C. Mercedes Uruguay        | 21h 43' 03s  |
| 2. | Elbio Barrios      | Uruguay | Atenas Uruguay               | a 24' 48s    |
| 3. | Atilio François    | Uruguay | C.C. Carmelo Uruguay         | a 34' 59s    |
| 4. | Ramón Pérez        | Uruguay | Peñarol Uruguay              | a 47' 37s    |
| 5. | Omar Chiodi        | Uruguay | Sportivo Sanguinetti Uruguay | a 53' 59s    |
| 6. | Angel Irigoyen     | Uruguay | Martiniano Uruguay           | a 58' 33s    |
| 7. | Luis Modesto Soler | Uruguay | Soler Uruguay                | a 58' 36s    |
| 8. | Basilio Martínez   | Uruguay | Dolores C.C. Uruguay         | a 1h 06' 26s |
| 9. | Nelson Novaro      | Uruguay | Sportivo Sanguinetti Uruguay | a 1h 08' 54s |
| 10. | Leandro Noli       | Uruguay | Olimpia Uruguay              | a 1h 21' 22s |